# Pädagogische Hochschule Erfurt/Mühlhausen

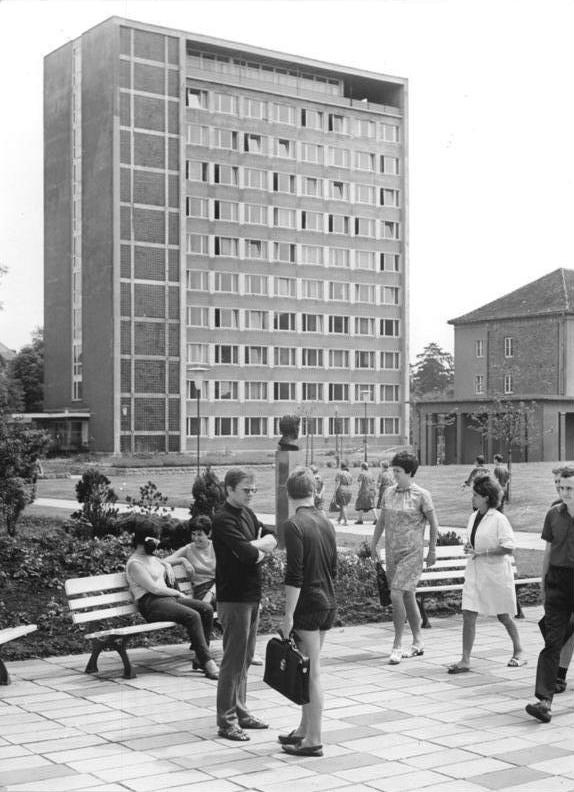
Campus 1969

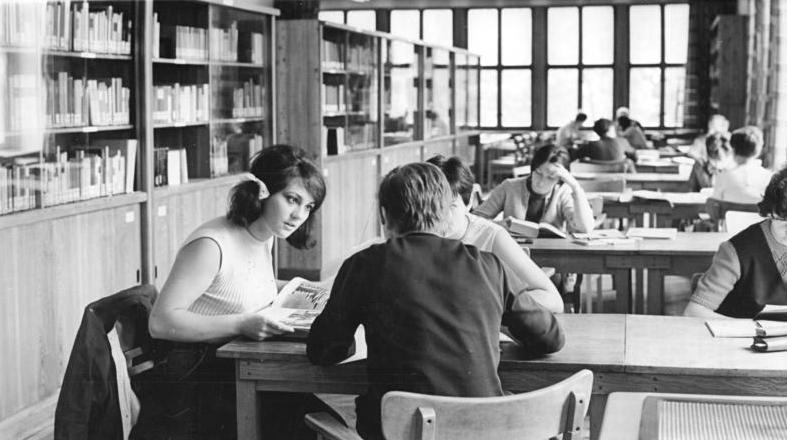
Lesesaal 1969

Die Pädagogische Hochschule Erfurt/Mühlhausen war eine von 1969 bis 2001 existierende  Pädagogische Hochschule in Erfurt/Mühlhausen. Sie wurde 2001 in die Universität Erfurt eingegliedert. Vorläufer  waren die Pädagogische Akademie Erfurt (1929–1932) und das Pädagogische Institut Erfurt ab 1953.

## Geschichte

### Weimarer Republik
Am 11. Mai 1929 wurde in Erfurt eine Pädagogische Akademie gegründet, um Volksschullehrer auszubilden. Der zur Eröffnung anwesende preußische Kultusminister Carl Heinrich Becker verwies beim Eröffnungsakt auf eine historische Linie zur 1816 geschlossenen Universität. An der Akademie lehrten insgesamt zwölf hauptamtliche und vier nebenamtliche Lehrkräfte. Die Zahl der Studenten, von denen nur zwei jeweils im April aufgenommene Jahrgänge ihr Studium in Erfurt beenden konnten, belief sich auf insgesamt 219. Sie waren überwiegend männlich und stammten aus dem bürgerlichen Mittelstand der Stadt und Region. Untergebracht wurde die Akademie zunächst im ehemaligen Lehrerseminar in der Regierungsstraße, der späteren Orthopädischen Klinik. Ein großzügiger Neubau für ca. 300 Studenten am Beethovenplatz befand sich in Planung. Bereits 1932 musste im Kontext der Weltwirtschaftskrise die Akademie geschlossen werden. Der Direktor war der Theologe Wilhelm Bruhn. Lange nach wirkte die Arbeitspädagogik von Otto Scheibner. Ein profilierter Professor für Volkskunde war Martin Wähler, für Philosophie der rechtsorientierte Arthur Hoffmann, für Erdkunde Ernst Kaiser.

### DDR

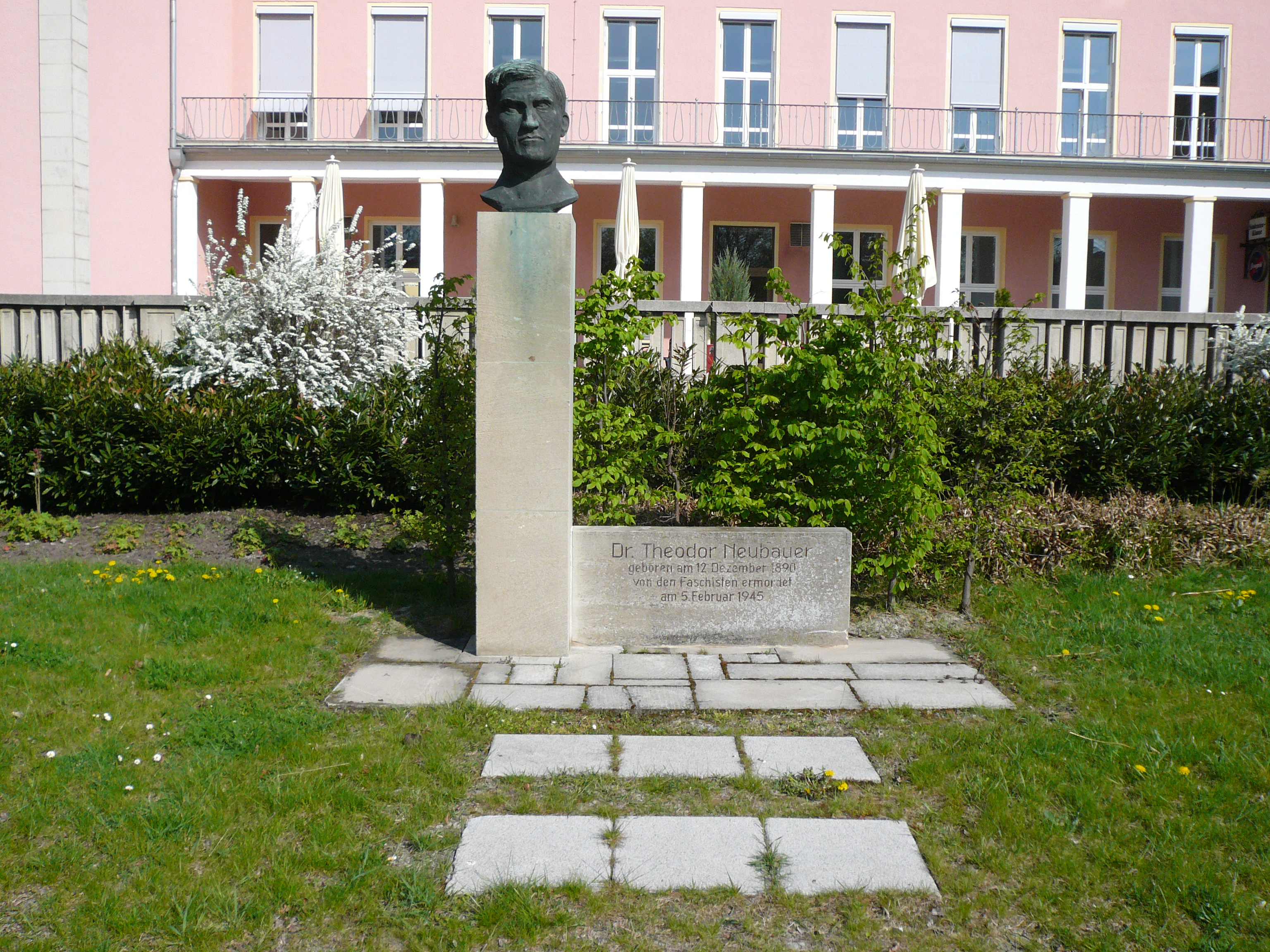
Theodor-Neubauer-Denkmal auf dem Campus in Erfurt.

Diese Einrichtung wurde zusammen mit dem ebenso seit 1953 bestehenden Pädagogischen Institut in Mühlhausen am 1. September 1969 durch die Volksbildungsministerin Margot Honecker zur Pädagogischen Hochschule erhoben und nach Theodor Neubauer benannt. An diese Benennung, die 1990 aufgehoben wurde, erinnert ein Denkmal mit Büste des Bildhauers Walter Arnold auf dem Campus der Universität in Erfurt.
An der Hochschule bestanden drei Fakultäten, die über Promotionsrecht verfügten und an denen im Verlauf insgesamt ca. 14.000 Studenten ausgebildet wurden, bis zu 2500 Studierende gleichzeitig.
Der Campus in Erfurt wurde ab 1952 errichtet. Das Audimax wurde 1962 im neoklassizistischen Stil errichtet, das Wohnheim-Hochhaus 1964. Er dient heute der Universität Erfurt als Campus.
Missliebige Studenten wurden zwangsexmatrikuliert, hierbei arbeitete die Hochschule mit dem Ministerium für Staatssicherheit zusammen, das auf dem Gelände ein Büro unterhielt. Ein Fall von 1976, der mit der Exmatrikulation mehrerer Studenten endete, wurde 2016/17 von Studenten der Universität Erfurt dokumentarisch aufgearbeitet.

### Nach der Wiedervereinigung
Am 11. Dezember 1990 wurden die meisten Sektionen abgewickelt, darunter die Philosophie, Pädagogik, Psychologie, Wirtschafts- und Sozialwissenschaften. Die verbleibenden Fachbereiche bestanden als PH fort. 1994 wurde der Lehrbetrieb im Mühlhausen eingestellt. Im Dezember 1993 beschloss der Landtag des Freistaats Thüringen, die Universität Erfurt wiederzuerrichten. Der Lehrbetrieb der Universität wurde zum Wintersemester 1999/2000 aufgenommen. PH und Universität nutzten den Campus an der Nordhäuser Straße in dieser Zeit gemeinsam. 2001 wurde die Pädagogische Hochschule Erfurt in die Universität eingegliedert.

## Hochschullehrer
siehe Kategorie:Hochschullehrer (PH Erfurt)